# Elatostema himantophyllum
Elatostema himantophyllum är en nässelväxtart som beskrevs av H. Schröter. Elatostema himantophyllum ingår i släktet Elatostema och familjen nässelväxter. Inga underarter finns listade i Catalogue of Life.